# Applied Physics Letters
Applied Physics Letters és una revista científica setmanal revisada per experts i publicada per l'American Institute of Physics. El seu objectiu és la ràpida publicació i difusió de nous treballs experimentals i teòrics respecte a les aplicacions de la física en totes les disciplines de la ciència, l'enginyeria i la tecnologia moderna. A més, hi ha un èmfasi en els desenvolupaments fonamentals i nous, per preparar el terreny per als camps que estan evolucionant ràpidament.
La revista va ser fundada el 1962. L'editor en cap és Reuben T. Collins (Colorado School of Mines).

## Resum i indexació
Aquesta revista està indexada a les bases de dades:
- Chemical Abstracts Service
- Continguts actuals/Física, Química i Ciències de la Terra
- Ciència Citation Índex

Segons Journal Citation Reports, la revista tenia un factor d'impacte de l'any 2015 de 3.122, situant-lo en el lloc 28 de 145 en la categoria "Física Aplicada"